# The Dust Factory – Die Staubfabrik
The Dust Factory – Die Staubfabrik ist ein Film von Regisseur Eric Small, und zeigt auf metaphorische Art und Weise die Schwelle zwischen Leben und Tod.

## Handlung
Seit einem tragischen Autounfall, bei dem er zusehen musste, wie sein Vater stirbt, hat Ryan Flynn kein Wort mehr gesprochen. Als er eines Tages mit seinem Freund Rocky mit seinen Rollerblades über eine morsche Eisenbahnbrücke fährt, bricht unter seinen Füßen ein Stück weg und er fällt hinab ins Wasser.
Als er wieder auftaucht ist Rocky verschwunden und zuhause angekommen begegnet Ryan seinem ursprünglich im Sterben liegenden, an Alzheimer erkrankten Großvater Randolph, der allerdings sehr lebendig wirkt. Auch Ryan findet zum ersten Mal seit dem Unfall wieder zu Worten. Erst nach und nach klärt sich die Tatsache, dass Ryan durch den Sturz in einer Parallelwelt gefangen ist, und jede Person die Welt so sieht, wie sie zu dem Zeitpunkt war, als sie in sie gekommen ist. Ryan lernt ein Mädchen namens Melanie kennen, für die es immer Winter ist und sie deshalb mit einem dicken Mantel bekleidet ist. Sie führt Ryan in die „Staubfabrik“, welche vom Ringmeister und seinen 2 Mimen Hope und Sorrow geführt wird.
In der Staubfabrik haben alle „Steckengebliebenen“ die Möglichkeit zu „springen“, das heißt, durch einen Stunt am Trapez vom Trapezfänger aufgefangen zu werden. Jene, die gefangen werden, dürfen „weiter“ (interessanterweise sterben diese Menschen in der wirklichen Welt), während die Fallenden zu Staub werden, wenn sie den Zirkusboden berühren und dadurch lebend in ihre Welt zurückkehren. Melanie spricht sich deutlich gegen das Springen aus und so ist es für Ryan längere Zeit kein Thema.
Als Ryan Großvater Randolph erzählt, dass Großmutter gestorben ist, beschließt dieser eine Totenfeier zu veranstalten. Auf der Totenfeier greift der Ringmeister Ryan an, wird jedoch von Großvater Randolph vertrieben.
Auf einem Ausflug Ryans und Melanies mit Großvater Randolph in dessen Auto, versucht Großvater Randolph Ryan daran zu erinnern, dass ihn seine Familie braucht, Melanie jedoch reagiert wütend darauf, da sie in Ryan den Freund gefunden hat, auf den sie in dieser Welt schon immer gewartet hatte, und so befördert sie sich und Ryan mittels eines Blätterwirbels in die Staubfabrik.
Dort tritt sie zornig in den Staubhaufen, woraufhin der Boden unter den Füßen der Kinder wegbricht und diese von schwarzen, schleimigen Tentakeln in die Welt des Ringmeisters gezogen werden. Dort müssen diejenigen, die den Staubhaufen zertreten haben, Selbstvertrauen beweisen, um wieder herauszugelangen. Ryan, der dies jedoch nicht getan hat, wird wieder herausbefördert.
Nach einem Gespräch mit seinem Großvater beschließt dieser, dass er bereits viel zu lange getrödelt hat und nun die Zeit für ihn gekommen war zu springen. Durch eine weiße Nebelschwade gelangt er direkt in die Staubfabrik, Ryan, der ihm folgen will, landet jedoch im Schrank seines Zimmers. Er läuft zu Fuß zur Staubfabrik, wird jedoch von einem Zug daran gehindert mitanzusehen, wie es seinem Großvater ergeht. Als er in der Staubfabrik ankommt, ist diese leer und nachdem er im Ring einen Staubhaufen sieht, schließt er daraus, dass sein Großvater es nicht geschafft hat. Diesmal ist er es, der den Staubhaufen zertritt und wieder wird er in die Welt des Ringmeisters gezogen.
Ryan fordert ihn heraus, und nachdem er gewonnen hat will er mit Melanie, die sich noch immer in Gefangenschaft des Ringmeisters befindet, wieder hinauf in die Parallelwelt. Mel hat jedoch zu wenig Vertrauen in sich selbst, um zu Ryan zu fahren, denn sie weiß, dass sie längst springen hätte sollen und so hat sie Angst vor jeder Entscheidung. Ryan kommt ihr jedoch auf halbem Weg entgegen und so schaffen sie es gemeinsam zurückzukehren.
Bei Ryan zuhause angekommen erwartet ihn eine Menschenmenge, die den erfolgreichen Sprung seines Großvaters feiert.
Für Ryan ist es nun auch an der Zeit den Sprung zu wagen und so begibt er sich in die Staubfabrik, wo er sich von Melanie verabschiedet. Es sieht so aus, als ob er den Sprung schafft, jedoch gleitet er ab und zerstäubt am Boden.
Melanie, die nun ihren einzigen Freund in dieser Welt verloren hat, hört auf an sie zu glauben und so fällt sie, als sie erneut auf dem für sie immer zugefrorenen See Schlittschuh läuft, plötzlich ins Wasser.
Ryan taucht wieder aus dem See auf, in den er zu Beginn der Geschichte gefallen ist, und sein Freund Rocky eilt ihm zu Hilfe. Er hat sich bei dem Sturz von der Brücke ein Bein gebrochen und nach dem Spitalsaufenthalt steht er mit seiner Mutter gemeinsam auf ihrer Veranda. Sie verheimlicht Ryan jedoch, dass sein Großvater gestorben ist. Ein Wagen fährt vor und aus ihm steigt die Tochter der Nachbarn, es stellt sich heraus, dass es Melanie ist, die seit geraumer Zeit wegen eines Aneurysmas im Krankenhaus um ihr Leben gekämpft hatte.
Mit Krücken trifft Ryan mit Rocky Melanie auf der morschen Brücke und sie lernen sich erneut kennen.
Gemeinsam laufen sie die Brücke entlang und obwohl sich die beiden nicht aneinander erinnern können, scheint ihre Freundschaft bereits von Neuem zu erblühen.

## Interpretation
In The Dust Factory stehen alle drei Protagonisten an der Schwelle zum Tod. Diese Schwelle ist durch die Welt der Dust Factory versinnbildlicht. Die Dust Factory stellt also die Entscheidungsmöglichkeit des Menschen dar, um sein eigenes Leben zu kämpfen (Paradoxerweise sind die Menschen, die den Sprung nicht schaffen, jene, die nicht sterben). Dies wird durch mehrere Beispiele klar:
- Großvater Randolph beschließt erst den Sprung zu wagen, nachdem er vom Tod seiner Frau erfährt. Ihn hält nichts mehr auf der Welt der Lebenden. Er ist damit mehr als reif für den Übergang in den Tod, was auch die Aussage des Trapezfängers beweist („Er hätte mich auch gehalten, wenn ich nur Stummeln statt Arme gehabt hätte“).

- Ryan ist durch den Tod seines Vaters bei seinem Sprung immer noch sehr verunsichert, was durch den sehr knappen Ausgang dieses Sprungs symbolisiert wird. Letztendlich entscheidet er sich für das Leben und kommt im gleichen Moment über den Tod seines Vaters hinweg, was ihn in der realen Welt wieder zum Sprechen bringt (er hat in der Dust Factory zwar gesprochen, jedoch kann er sich daran nicht erinnern).

- Melanie erkennt durch Ryan, dass die wirkliche Welt etwas für sie bereithält, auf das sie schon immer gewartet hat. Durch die Freundschaft zu Ryan schafft sie es über ihren eigenen Schatten zu springen.

## Kritiken
„Ein ernster, aber nicht grüblerischer Jugendfilm, der die Ängste vor dem Erwachsenwerden thematisiert und unterstreicht, dass nur gelebtes Leben – auch mit seinen Schattenseiten – sinnvoll ist. Einfühlsam fotografiert, überzeugend gespielt.“